# Magnolia betongensis
Magnolia betongensis är en magnoliaväxtart som först beskrevs av William Grant Craib, och fick sitt nu gällande namn av Hsüan Keng. Magnolia betongensis ingår i släktet Magnolia och familjen magnoliaväxter. Inga underarter finns listade i Catalogue of Life.